# All-in Kitchen
All-in Kitchen is een Nederlandse televisieserie uit 2016 uitgezonden op RTL 5. De hoofdrollen worden vertolkt door Géza Weisz en Javier Guzman.

## Plot
Tjé en Hein worden door Bert gebruikt om een restaurant te failleren, zodat hij het goedkoop kan overnemen. Hein blijkt echter een zeer goede kok te zijn en Tjé gebruikt zijn charisma om als gastheer op te treden.

## Rolverdeling
- Géza Weisz als Tjé Huyt
- Javier Guzman als Hein Bender
- Lisa Zweerman als Michelle de Vries
- Kiki van Deursen als Valerie Koper
- Teun Kuilboer als Julian Keijzer
- Manuel Broekman als DJ Ghalid (Ghalid Lafouda)
- Nick Golterman als Wally Wortel